# امیرعلم خان اول
امیرعلم خان اول، از خاندان خزیمه علم، یکی از سرداران نادرشاه بود. از او به عنوان وکیل‌الدوله شاه سلیمان دوم یاد شده است. پس از قتل نادرشاه الماس دریای نور مدتی به دست امیرعلم‌خان افتاد. امیرعلم‌خان داماد دولی‌خان کرد شادلو و صاحب چهار پسر به نام‌های امیراسماعیل‌خان خزیمه، امیرحسین‌خان خزیمه، امیرعلی‌خان خزیمه و امیرمحمدخان خزیمه بوده است.